# Simone Scuffet
Simone Scuffet (Údine, provincia de Údine, 31 de mayo de 1996) es un futbolista italiano. Juega de guardameta en el Pisa S. C. de la Serie A.

## Selección nacional
Ha sido internacional con la selección de fútbol de Italia en las categorías sub-17, sub-18, sub-19, sub-20 y sub-21.

### Participaciones en Eurocopas
| Eurocopa                | Sede    | Resultado |
| ----------------------- | ------- | --------- |
| Eurocopa Sub-21 de 2017 | Polonia | Semifinal |

## Clubes
| Club             | País    | Año       |
| ---------------- | ------- | --------- |
| Udinese Calcio   | Italia  | 2013-2015 |
| Calcio Como      | Italia  | 2015-2016 |
| Udinese Calcio   | Italia  | 2016-2019 |
| Kasımpaşa S. K.  | Turquía | 2019      |
| Spezia Calcio    | Italia  | 2019-2020 |
| Udinese Calcio   | Italia  | 2020-2021 |
| APOEL de Nicosia | Chipre  | 2021-2022 |
| CFR Cluj         | Rumania | 2022-2023 |
| Cagliari Calcio  | Italia  | 2023-2025 |
| S. S. C. Napoli  | Italia  | 2025      |
| Pisa S. C.       | Italia  | 2025-     |

## Palmarés

### Títulos nacionales
| Título  | Club            | País   | Año  |
| ------- | --------------- | ------ | ---- |
| Serie A | S. S. C. Napoli | Italia | 2025 |